# Ward, Arkansas
Ward là một thành phố thuộc quận Lonoke, tiểu bang Arkansas, Hoa Kỳ. Năm 2010, dân số của thành phố này là 4067 người.

## Dân số
- Dân số năm 2000: 2580 người.
- Dân số năm 2010: 4067 người.